# Gard (departament)
Gard este un departament din sudul Franței, situat în regiunea Occitania. Este unul dintre departamentele originale ale Franței create în urma Revoluției din 1790. Este numit după râul Gard (sau Gardon) care traversează departamentul. 
Regiunea a fost cucerită de Imperiul Roman încă in perioada timpurie, și de exemplu Via Domitia trecea prin regiune, iar lângă Remoulins se găsește unul dintre cele mai bine păstrate apeducte romane, celebrul Pont du Gard.

## Localități selectate

### Prefectură
- Nîmes

### Sub-prefecturi
- Alès
- Le Vigan

## Diviziuni administrative
- 3 arondismente;
- 46 cantoane;
- 353 comune;